# Cá nóc dẹt chấm bụng
Cá nóc dẹt chấm bụng (danh pháp: Canthigaster inframacula) là một loài cá biển thuộc chi Canthigaster trong họ Cá nóc. Loài này được mô tả lần đầu tiên vào năm 1977.

## Từ nguyên
Từ định danh được ghép bởi hai âm tiết trong tiếng Latinh: infra ("ở dưới") và macula ("đốm"), hàm ý đề cập đến đốm đen ở nửa thân dưới của loài cá này.

## Phân bố và môi trường sống
Cá nóc dẹt chấm bụng ban đầu được mô tả từ 3 mẫu vật thu thập được ở độ sâu khoảng 126–157 m ở bờ bắc đảo Oahu (quần đảo Hawaii); phạm vi của loài cũng mở rộng đến đảo Johnston gần đó. Mãi đến năm 1984 thì có thêm 1 mẫu vật nữa chính thức được xác nhận ở quần đảo Izu (Nhật Bản), độ sâu thu thập 130 m.
Năm 2004, cá nóc dẹt chấm bụng được phát hiện ở vùng biển miền Trung và Đông Nam Việt Nam (70–140 m). Sau đó thì cá nóc dẹt chấm bụng được ghi nhận thêm ở đảo Réunion, cũng là ghi nhận đầu tiên của loài này ở Ấn Độ Dương, độ sâu 124–274 m.
Cá nóc dẹt chấm bụng sống trên nền đáy đá và cát.

## Mô tả
Chiều dài tiêu chuẩn lớn nhất được ghi nhận ở cá nóc dẹt chấm bụng là 9 cm. Thân trên hơi nâu và trắng nhạt về phía bụng. Mỗi bên thân có một dải nâu sẫm ngang chạy từ mắt đến trên gốc vây đuôi và một đốm nâu sẫm nằm ở thân dưới (giữa gốc dưới vây ngực và gốc vây hậu môn). Từ mắt có các vệt tím than toả ra. Ở trên lưng còn có các vệt tím than ngắn không đều. Vây lưng, vây hậu môn, vây đuôi và vây ngực có màu vàng nhạt. Trên vây đuôi có các chấm vàng xếp thành các hàng ngang trên tia vây.
Số tia vây ở vây lưng: 10; Số tia vây ở vây hậu môn: 10; Số tia vây ở vây ngực: 16–17.

## Sinh thái
Theo nghiên cứu của Văn Lệ và cộng sự (2006), cá nóc dẹt chấm bụng là loài có độc tính nhẹ (gây chết người khi ăn phải 100–1000 g cá nóc có chứa lượng độc từ 10 đến dưới 1000 MU/g).